# Encarsiella nepalensis
Encarsiella nepalensis är en stekelart som beskrevs av Andrew Polaszek och Hayat 1992. Encarsiella nepalensis ingår i släktet Encarsiella och familjen växtlussteklar.
Artens utbredningsområde är Nepal. Inga underarter finns listade i Catalogue of Life.